# Allison Engine Company

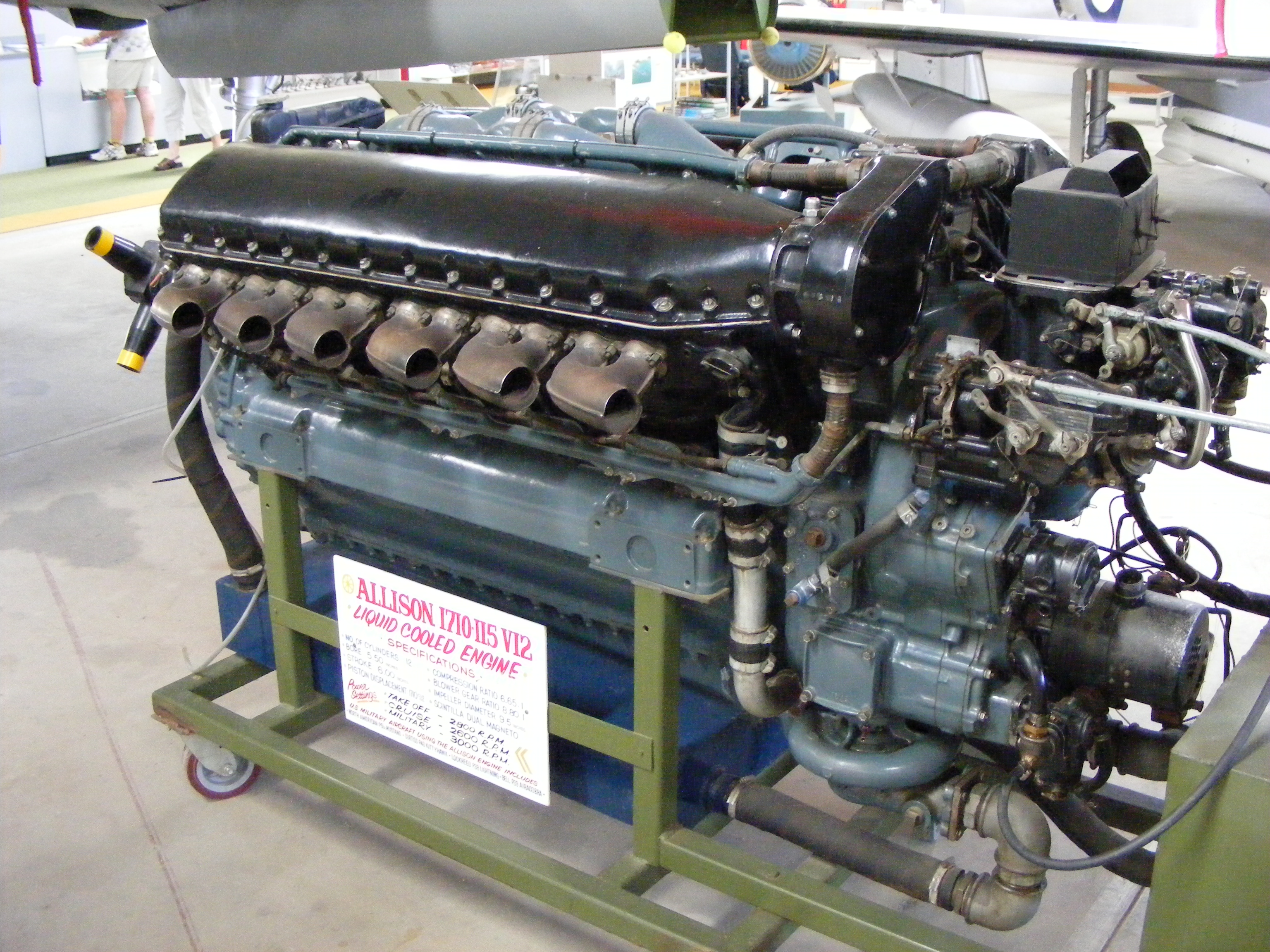
Motor aeronáutico V12 Allison 1710.

La Allison Engine Company fue un fabricante de motores de aviación estadounidense la cual fue adquirida en 1995 por Rolls-Royce plc para convertirse en una filial, Rolls-Royce Corporation. Con la adquisición de Allison, Rolls-Royce expandió su línea de productos al punto de poder ofrecer ahora motores para virtualmente todos los segmentos del mercado, desde helicópteros (p.e. AE 1107C-Liberty), hasta aviones de fuselaje grande (p.e. Rolls-Royce Trent).

## Historia

### Primeros trabajos
Allison comenzó como una compañía de mantenimientos de motores y autos "hot rod" de la Indianapolis Motor Speedway en Indianápolis. Su único producto de producción regular fue un buje de guía de acero, usados como rodamientos en varios motores aeronáuticos. También fabricaron varios ejes de transmisión, extensiones y engranajes de cadena para motores de alta potencia, bajo pedido. Otro trabajo que se realizaba, en menor medida, era la conversión y potenciación de viejos motores Liberty, tanto para uso marino como aeronáutico.
A fines de los años 1920, el Ejército de los Estados Unidos financió el desarrollo de una serie de motores de alta potencia, como parte de la serie de hipermotores, la cual estaba destinada a producirse en las líneas de ensamblaje de la Continental Motors. El director de Allison, N.H. Gilman, decidió experimentar con su propio diseño de un cilindro de alta potencia. El resultado fue presentado al Ejército en 1928, que rechazó la propuesta.
En 1929, poco después del fallecimiento de James Allison, la compañía fue comprada por Fisher brothers, quien ordenó que se use el diseño del cilindro en motor de 6 cilindros para una "familia aeronáutica". Antes de que se hagan progresos importantes en este diseño, Fisher vendió la compañía a la General Motors, la cual canceló el programa debido a problemas financieros causados por la Gran Depresión. Sin embargo, Gilman continuó con el diseño del cilindro, creando el proyecto, en los papeles, de un motor V-12. El Ejército no mostró interés una vez más, pero sugirió a la Allison que intente vendérselo a la Armada de los Estados Unidos. La Armada acordó financiar el desarrollo de los modelos A y B en forma limitada para sus aeronaves, hasta que la caída del dirigible USS Macon en 1935, terminó con la necesidad de la Marina de un motor de 1000 hp.

### V-1710
En este punto el Ejército se interesó más en el diseño, y pidió a Allison continuar con un nuevo modelo "C". Había pocos fondos propios para invertir, y Allison financió gran parte del desarrollo de su propio bolsillo. El V-1710-C voló por primera vez el 14 de diciembre de 1936 en el avión de prueba Consolidated A-11A. El V-1710-C6 completó exitosamente la Prueba Tipo de 150 h del Ejército el 23 de abril de 1937, a 1000 hp (750 kW), el primer motor de cualquir tipo que lo logró. En ese momento todos los proyectos de motores restantes del Ejército fueron cancelados o retirados, dejando al V-1710 como el único diseño moderno disponible. Pronto se convirtió en el motor principal de la nueva generación de cazas del USAAC, el P-38 Lightning, P-39 Airacobra y el P-40 Warhawk.
El Ejército había apoyado en gran medida los turbocompresores comandados por los gases de escape en lugar de los comandados mecánicamente, al sentir que las prestaciones añadidas justificaban el incremento en la complejidad. Así, se invirtió poco esfuerzo en equipar el V-1710 con un supercargador razonable, y cuando se colocaban en aviones que no tenían lugar para el compresor, como el P-39 o el P-40, el motor sufría tremendamente a grandes alturas. Esta es la principal razón por la que el V-1710 fue luego quitado del P-51 Mustang y reemplazado por el  Packard V-1650-7

### Postguerra
Con el fin de la guerra, cesó la demanda del V-1710, y Allison se encontró con su infraestructura ociosa, que ya no necesitaba. Por esta razón, en 1947, el Ejército decidió tomar las versiones de General Electric de los turborreactores de Frank Whittle y se los dio a Allison para que los fabrique. El principal modelo de producción fue el I-40 de GE, de 1800 kgf de empuje, y fue producido como el Allison J33. La producción finalizó en 1955, después de que Allison hubiera fabricado más de 7000 unidades del J-33.
Allison también se hizo cargo del diseño de flujo axial de GE, el cual se convirtió en el Allison J35. El J35 fue el motor primario del F-84 Thunderjet y el F-89 Scorpion, así como también de los prototipos de numerosos diseños. La producción del J35 también finalizó en 1955, habiendo entregado entonces más de 14.000 ejemplares.
Allison también comenzó con el desarrollo de una serie de turbohélices para la Armada de los Estados Unidos, comenzando con el T38 y una versión "doble" llamada T40. La Armada se interesó sólo en el T40,[cita requerida] pero la complejidad de los ejes de transmisión condenaron al motor y el proyecto fue cancelado. Allison intentó nuevamente con el T56, básicamente un T38 agrandado con la potencia del T40, el cual luego sería galardonado al ser el motor elegido para el C-130 Hercules.
Con el paso del tiempo se desarrolló una familia de motores, basada en la configuración básica del T56, culminando con el turboeje T406/Allison AE1107 para el V-22 Osprey, el turbohélice Allison AE2100, usado en los modelos más nuevos del C-130 y el turbofán Allison/Rolls-Royce AE 3007 que propulsa a muchos aviones de transporte regional, como la familia Embraer ERJ 135.
Uno de los proyectos de más éxito de Allison fue la familia de turbohélices/turboejes Modelo 250, la cual fue iniciada por la compañía a principios de los años 1960, cuando los helicópteros comenzaron a ser equipados con turbinas en lugar de motores de pistón.

### Experimentos
A mediados de los años 1970, la División Allison de General Motors Corporation en Detroit, diseñó componentes de cerámica para el motor de camión Allison GT 404-4. Allison continuó trabajando con General Motors en el desarrollo de turbinas-cerámicas hasta comienzos de los años 1990. Estos trabajos permitieron diseñar motores de automóviles bastante estables, que eran capaces de quemar una gran variedad de combustibles, incluidos (pero no limitados a) la gasolina, gasóleo, queroseno, alcohol, aceite vegetal y polvo de carbón.
En los años 1980, Allison colaboró con Pratt & Whitney en la demostración del propfan 578-DX. A diferencia del competidor, el General Electric GE-36 UDF, el 578-DX era bastante convencional, con una caja de engranajes reductora entre la turbina de baja presión y el ventilador. Consideraciones de ruido, además de una reducción significativa en el costo real del combustible de aviación, llevó a la NASA a detener la financiación.

### Fuente
- Esta obra contiene una traducción  derivada de «Allison Engine Company» de Wikipedia en inglés, publicada por sus editores bajo la Licencia de documentación libre de GNU y la Licencia Creative Commons Atribución-CompartirIgual 4.0 Internacional.